# تورتلینی

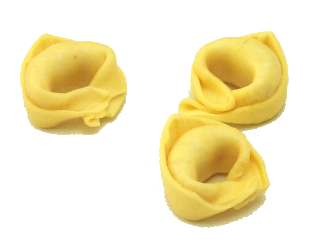

تورتلینی (به ایتالیایی: Tortellini) نوعی پاستای کوچک حلقه‌ای‌شکل و مغزپُر ایتالیایی است که درون خمیر آن را ابتدا با مواد گوناگونی پر می‌کنند و سپس دو طرف خمیر را به صورتی که شبیه حلقه یا کلاه شود روی هم می‌آورند.
اندازهٔ بزرگتر این پاستا را تورتلونی (به ایتالیایی: Tortelloni) می‌نامند.